# Егиазарян, Григорий Егиазарович
Григо́рий Егиаза́рович (Ильич) Егиазаря́н (арм. Գրիգոր Եղիազարի Եղիազարյան; 8 [21] декабря 1908 или 25 ноября [8 декабря] 1908, Блур, Кавказское наместничество — 4 ноября 1988, Ереван, Армянская ССР, СССР) — армянский, советский композитор, педагог. Народный артист СССР (1977).

## Биография
Родился 8 (21) декабря 1908 (по другим источникам — 25 ноября (8 декабря) 1908), в селе Блур Сурмалинского уезда Эриванской губернии (Российская империя) (ныне с. Энгиналан Игдырского ила, Турция).
В 1930 году окончил Московский областной музыкальный техникум (ныне Музыкальное училище при Московской консерватории), в 1935 — Московскую консерваторию (класс композиции Н. Я. Мясковского).
B 1936—1938 годах — преподаватель и заведующий учебной частью музыкального училища в Ленинакане (ныне Гюмри).
С 1938 года жил в Eреване, где преподавал в музыкальном училище композицию и Ереванской консерватории вёл класс инструментовки (с 1959 — профессор). В 1954—1960 годах — ректор консерватории.
В 1953—1957 годах — председатель Союза композиторов Армянской ССР.
Скончался 4 ноября 1988 года в Ереване. Похоронен в пантеоне парка имени Комитаса (по другим источникам — на Тохмахском кладбище).

## Награды и звания
- Заслуженный деятель искусств Армянской ССР (1953)[4]
- Народный артист Армянской ССР (1961)
- Народный артист СССР (1977)
- Государственная премия Армянской ССР (1970)
- Два ордена Трудового Красного Знамени (в том числе 1956)
- Медали.

## Музыкальные произведения
Балеты:
- «Севан» (1956)
- «Озеро грёз» (1967)
- «Ара прекрасный и Семирамида» (1972)

Симфоническая музыка:
- Рапсодия (1939)
- Симфоническая поэма «Армения» (1942)
- Симфоническая картина «К восходу солнца» (1952)[5]
- Симфония «Раздан» (1960)

Другие произведения:
- Концерт для скрипки с оркестром (1943)
- Хоры
- Романсы
- Песни
- Пьесы для фортепиано.

Музыка к спектаклям:
- «Венецианский купец» У. Шекспира (1936)
- «В 1905 году» Д. Джабарлы (1937)
- «Ара прекрасный» Н. Заряна (1944)
- «Льстец» А. О. Пароняна (1952)
- «Дядя Багдасар» А. О. Пароняна (1954)

## Фильмография
Актёр:
- 1932 — «Курды-езиды» — кулак
- 1985 — «Алмаст» (фильм-спектакль) — Рубен

Композитор:
- 1948 — «Волшебный ковёр» (мультипликационный)